# Ushio to Tora
Ushio to Tora (うしおととら «Ushio y Tora»?) es una serie de manga escrita e ilustrada por Kazuhiro Fujita. Fue serializada en la revista semanal Shōnen Sunday de Shōgakukan entre 1990 y 1996 y compilada en 33 volúmenes tankōbon. 
Se adaptó por primera vez en dos series de OVA producidas por Pastel y lanzadas entre 1992 y 1993. Una adaptación al anime producida por MAPPA y Studio VOLN se emitió entre julio de 2015 y junio de 2016.
Ushio to Tora ganó el premio Shōgakukan por la categoría shōnen en 1992 y hasta 2015 el manga tenía más de 30 millones de copias en circulación.

## Argumento
Ushio to Tora se centran en los viajes y batallas de Ushio Aotsuki, que constantemente es acosado y ayudado por un monstruo gigantesco, sobrenatural y a veces invisible parecido a un tigre llamado Tora. La familia de Ushio mantiene un templo en Japón, donde hace 500 años su antepasado samurái luchó contra el mismo monstruo para detenerlo, y finalmente lo selló contra una roca usando una lanza maldita llamada «Lanza Bestia», que le otorga fuerza, velocidad y resistencia al portador a cambio de su alma. Ushio accidentalmente abrió la cueva donde estaba atrapado Tora.
De naturaleza episódica, la mayor parte de la historia consiste en una serie de peleas con diferentes yōkai u otras criaturas de los mitos japoneses. La historia también incluye las relaciones de Ushio con dos chicas, Asako Nakamura y Mayuko Inoue.

## Personajes
Ushio Aotsuki (蒼月 潮 Aotsuki Ushio?)
 Seiyū: Nozomu Sasaki (OVA), Tasuku Hatanaka (anime)
El protagonista de la serie, es hijo de un sacerdote del templo y una dama chamán, destinado a empuñar la Lanza Bestia y derrotar al súper yōkai Hakumen no Mono. Él es muy amable y valora enormemente toda la vida y las amistades. Con sus ideales, logra unir las fuerzas de la humanidad y yōkai contra Hakumen a través de su ejemplo de su asociación de lucha con Tora. Ushio ama a Asako y se preocupa mucho por Mayuko, y rápidamente aparecerá para salvarlas de los ataques yōkai.
Tora (とら?  lit. «Tigre»)
 Seiyū: Chikao Ōtsuka (OVA), Rikiya Koyama (anime)
Un antiguo yōkai parecido a un tigre y similar a un Raijū que fue liberado cuando Ushio sacó la Lanza Bestia. Antes de ser inmovilizado en el sótano del templo de Ushio, era conocido como Nagatobimaru, famoso entre la comunidad yōkai por su gran fuerza y poder de rayos. Estando atrapado en el sótano durante 500 años, tiene una gran curiosidad sobre el estilo de vida y dispositivos modernos. Su comida favorita son las hamburguesas, que Mayuko siempre ofrece cuando se encuentran. Más tarde se reveló que los monstruos como Tora son antiguos humanos que empuñaban la Lanza Bestia pero que con el tiempo perdieron su humanidad.
Asako Nakamura (中村 麻子 Nakamura Asako?)
 Seiyū: Yuri Amano (OVA), Mikako Komatsu (anime)
La amiga de la infancia de Ushio y Mayuko. Ella ama a Ushio y se preocupa mucho por Mayuko. Su familia posee un restaurante de ramen.
Mayuko Inoue (井上 真由子 Inoue Mayuko?)
 Seiyū: Yumi Tōma (OVA), Kiyono Yasuno (anime)
La mejor amiga de Ushio y Asako. Ella es dulce y femenina y se preocupa por Ushio y siente algo por él, pero entiende que él y Asako se aman y ayuda a los dos a estar juntos. También siente algo por Tora, a quien le compra hamburguesas fácilmente. También se revela que pertenece a un linaje de poderosas chamanes, por lo tanto, es capaz de crear barreras psíquicas lo suficientemente poderosas como para contener a Hakumen.